# 458 Герцинія
458 Герцинія (458 Hercynia) — астероїд головного поясу, відкритий 21 вересня 1900 року у Гейдельберзі.
Тіссеранів параметр щодо Юпітера — 3,175.